# Синево
Синево (на сръбски: Сињево) е село в Босна и Херцеговина, разположено в община Пале, в ентитета на Република Сръбска. Населението му според преброяването през 2013 г. е 283 души, от тях: 280 (98,93 %) сърби, 1 (0,35 %) украинец и 2 (0,70 %) не се определили.

## Население
Численост на населението според преброяванията през годините:
- 1961 – 183 души
- 1971 – 150 души
- 1981 – 168 души
- 1991 – 146 души
- 2013 – 283 души